# Limburgia (Belgia)
Limburgia (nld. Provincie Limburg; fr. Province de Limbourg; niem. Provinz Limburg, Belgisch-Limburg) – prowincja we wschodniej Belgii, w Regionie Flamandzkim, ze stolicą w Hasselt.
Zlokalizowana na lewym brzegu Mozy, graniczy z Niderlandami, a także trzema belgijskimi prowincjami: Liège, Brabancja Flamandzka i Antwerpia. Zajmuje powierzchnię 2422 km², a zamieszkuje ją 885 951 osób (1 stycznia 2022).
W latach 1815–1830 była częścią niderlandzkiej prowincji, obejmującej całą historyczną Limburgię. W 1839 r. nastąpił podział Limburgii na część belgijską i niderlandzką (Księstwo Limburgii).

## Podział administracyjny
Prowincja podzielona jest na trzy okręgi (nl. i fr. Arrondissement, niem. Bezirk), w skład których wchodzą 42 gminy (nld. Gemeente, fr. commune, niem. Gemeinde): 
| Lp. | Nazwa okręgu                 | Powierzchnia km² | Ludność (1 stycznia 2022) | Liczba gmin |
| --- | ---------------------------- | ---------------- | ------------------------- | ----------- |
| 1.  | Hasselt                      | 881,17           | 424 190                   | 17          |
| 2.  | Maaseik                      | 909,41           | 254 546                   | 12          |
| 3.  | Tongeren (Tongres / Tongern) | 631,57           | 207 116                   | 13          |